# 南部県 (バーレーン)
南部県（なんぶけん、アラビア語: المحافظة الجنوبية Al-Muḥāfaẓat al-Janūbīyah、英語: Southern Governorate）は、バーレーンの県。バーレーン島の中・南部及びハワール諸島などからなる。同国にある県の内最も面積は広いが、人口はそれほど多くはない。

## 概要
2002年に設立され、2014年に北部と接していた中部県を編入しさらに大きくなった。バーレーンの最高点であるドゥハーン山（134m）は同県内にある。

2002年から2014年までの南部県

バーレーン・インターナショナル・サーキット、アル・アリーン野生動物公園などがある。また、ドゥッラ・アル・バーレーンという人工島群がつくられている。

## 教育
バーレーン大学のサヒールキャンパスがある。

## 軍事施設
バーレーン島南部にシャイフ・イーサー空軍基地（日本ではシェイク・イーサ空軍基地と表記されることがある）が置かれている。